# Palestyńskie Centralne Biuro Statystyczne
Palestyńskie Centralne Biuro Statystyczne (arab. ‏الجهاز المركزي للإحصاء الفلسطيني‎) – oficjalna instytucja statystyczna państwa Palestyna.
Jego głównym zadaniem jest dostarczanie wiarygodnych danych statystycznych na poziomie krajowym i międzynarodowym. Jest instytucją państwową, która świadczy usługi dla sektora rządowego, pozarządowego i prywatnego, oprócz instytucji badawczych i uniwersytetów. Jest ustanowione jako niezależne biuro statystyczne. Palestyńskie Centralne Biuro Statystyczne publikuje corocznie rocznik statystyczny Palestyny i rocznik statystyczny w Jerozolimie. Obecnym prezesem jest Ola Awad.